# Hút mật đỏ
Hút mật đỏ hay Hút mật đỏ thẫm (danh pháp hai phần: Aethopyga siparaja) là một loài chim thuộc họ Hút mật. Chúng chủ yếu sống nhờ vào mật hoa, mặc dù đôi khi côn trùng cũng nằm trong khẩu phần của loài chim này - nhất là đối với các con chim non. Hút mật đỏ có tốc độ bay nhanh và được điều chỉnh bởi đôi cánh ngắn. Chúng đôi khi có thể vừa bay lơ lửng trên không vừa hút mật như chim ruồi nhưng phần lớn phải đậu trên cành cây để hút mật hoa.
Hút mật đỏ là loài bản địa ở vùng nhiệt đới phía Nam Châu Á, từ Ấn Độ đến Indonesia và Philippines. Mỗi lứa chúng đẻ 2-3 trứng trong một tổ treo trên cây. Loài chim này thường được thấy trong rừng mưa hay các khu vườn.
Hút mật đỏ là một loài chim có kích thức khá nhỏ - chiều dài cơ thể chúng chỉ chừng 11 cm. Chúng có chiếc mỏ cong với chiều dài trung bình, và đầu lưỡi có hình dáng như chiếc bút lông; cấu trúc mỏ và lưỡi như thế tỏ ra hiệu quả trong việc hút mật hoa. Con trống có ngực màu đỏ thẫm, lưng nâu sậm, phần lông ở phao câu màu vàng và bụng thì màu xanh ôliu. Con mái có lưng màu xanh lục như quả ôliu, ngực vàng và chỏm đuôi phía ngoài màu trắng. Phần lớn các con trống có đuôi màu lục-lam, tuy nhiên phân loài A.s. nicobarica ở quần đảo Nicobar và A. vigorsii (Hút mật đỏ phương Tây) ở Tây Ghats, Ấn Độ không có chiếc lông đuôi dài ở giữa.
Hút mật đỏ thẫm là loài "quốc điểu" của Singapore.

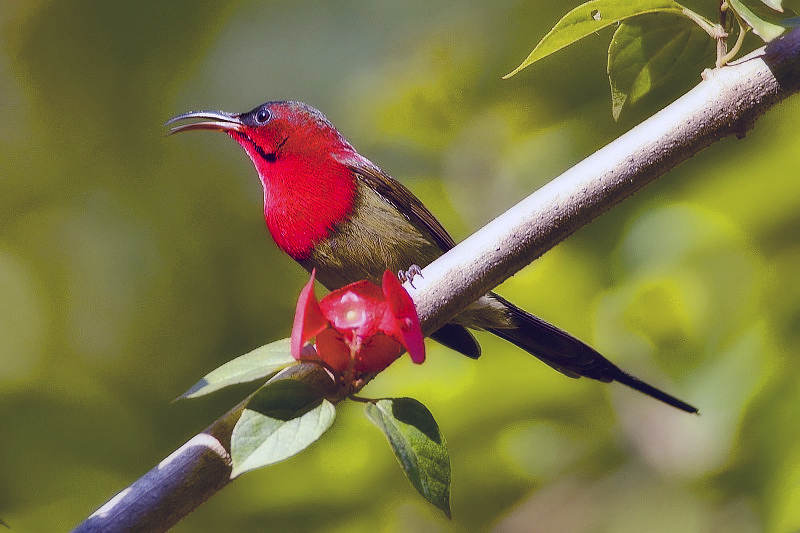
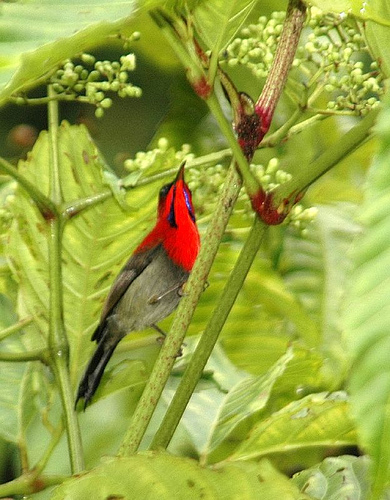
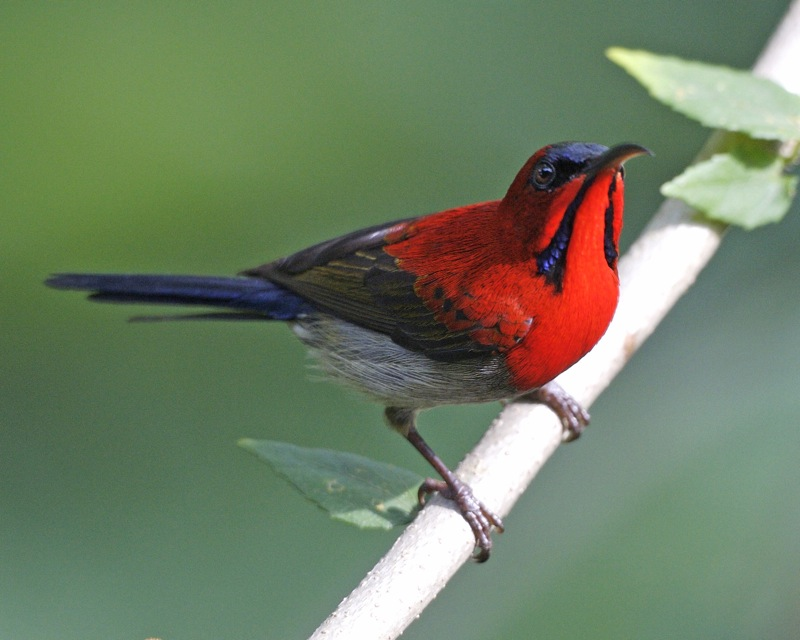
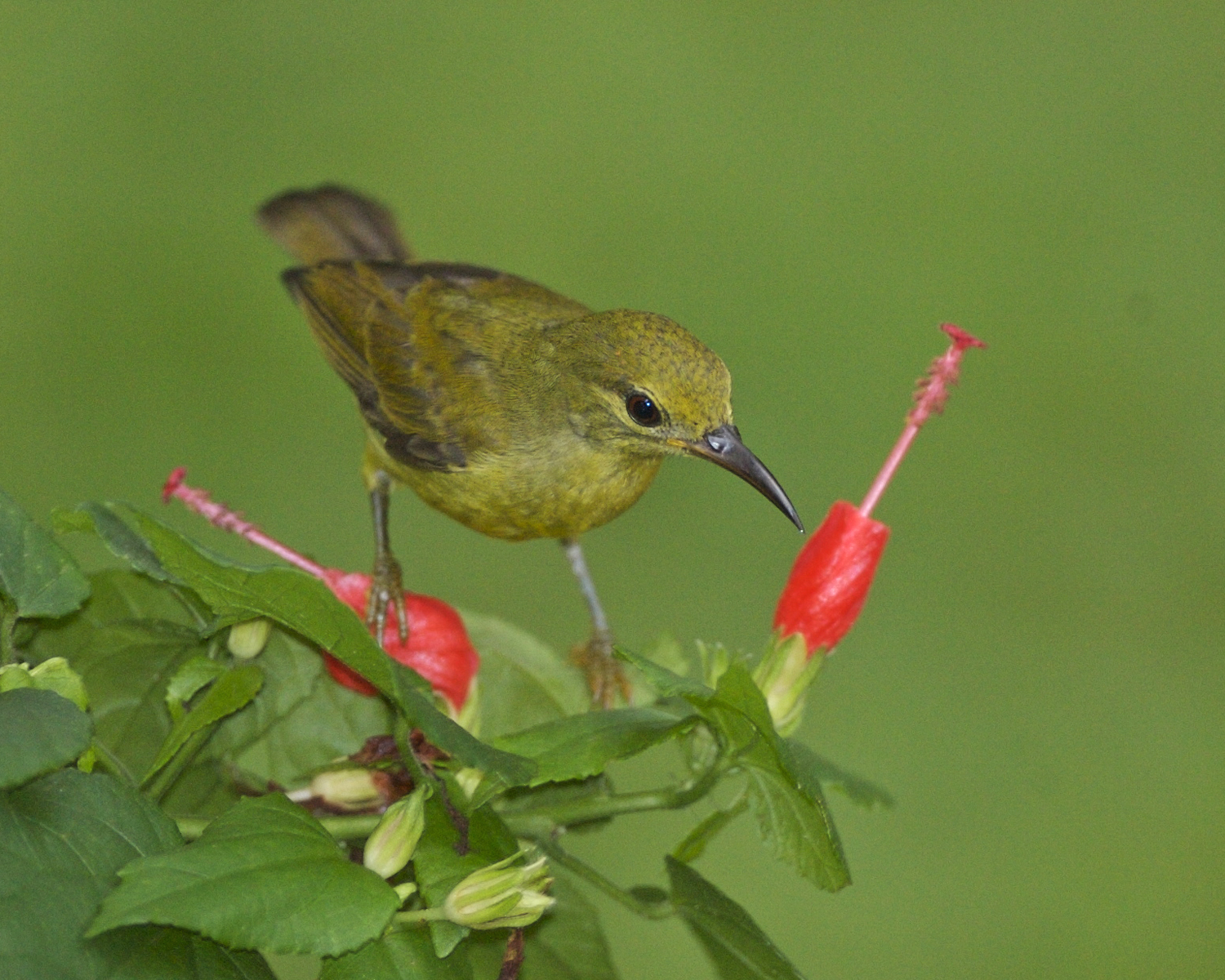

## Phân loài
- A. s. seheriae: Bắc Ấn Độ, tây Bangladesh.
- A. s. labecula: Từ đông Himalaya và Bangladesh qua Myanma (trừ phần phía nam) tới tây bắc Lào và tây bắc Việt Nam.
- A. s. owstoni: Đông nam Trung Quốc.
- A. s. tonkinensis: Nam Trung Quốc và đông bắc Việt Nam.
- A. s. mangini: Đông nam Thái Lan và trung-nam Đông Dương.
- A. s. insularis: Đảo Phú Quốc.
- A. s. cara: Nam Myanma và bắc Thái Lan.
- A. s. trangensis: Nam Thái Lan, bắc bán đảo Mã Lai.
- A. s. siparaja: Nam bán đảo Mã Lai, Sumatra và Borneo.
- A. s. nicobarica: Quần đảo Nicobar.
- A. s. heliogona: Java.
- A. s. natunae: Quần đảo Natuna (tây bắc đảo Borneo).
- A. s. magnifica: Trung-tây Philippines.
- A. s. flavostriata: Bắc Sulawesi.
- A. s. beccarii: Trung-nam Sulawesi.